# Касариче
Касариче (на испански: Casariche) е населено място и община в Испания. Намира се в провинция Севиля, в състава на автономната област Андалусия. Общината влиза в състава на района (комарка) Сиера Сур де Севиля. Заема площ от 53 km². Населението му е 5579 души (по преброяване от 2010 г.). Разстоянието до административния център на провинцията е 122 km.

## Демография
| 1996 | 1998 | 1999 | 2000 | 2001 | 2002 | 2003 | 2004 | 2005 | 2006 |
| ---- | ---- | ---- | ---- | ---- | ---- | ---- | ---- | ---- | ---- |
| 5132 | 5118 | 5145 | 5200 | 5247 | 5275 | 5289 | 5344 | 5395 | 5414 |